# American Basketball Association 2000
Pour les articles homonymes, voir ABA.
L'American Basketball Association (ABA) est une ligue de basket-ball nord-américaine créé en 1999 comme renaissance de l'ancienne ligue, aussi appelé American Basketball Association, qui fusionna avec la NBA en 1976.

## Histoire
La nouvelle ABA est formée dans la fin des années 1990 par Joe Newman et Richard Tinkham, sous le nom ABA 2000, et réalise deux saisons de 2000 à 2002 avant de suspendre les opérations pour reprendre l'activité en 2003-2004 en reprenant l'appellation ABA.
La ligue entreprend un ambitieux programme d'expansion pour la saison 2004-05. Avec un droit d'entrée allant de 10 000 à 20 000 dollars pour créer une franchise, n'importe qui est virtuellement capable d'obtenir une franchise.
Si les résultats ont été probants en quantité avec une trentaine de franchises, cette expansion a eu des résultats chaotiques avec de nombreuses franchises faisant faillite dès le début ou en cours de saison. Même la meilleure franchise, les Utah Bears, doit renoncer en playoffs faute de liquidités. En dépit des problèmes, un nouveau round d'expansion est programmé pour la saison 2005-2006 avec quarante-six franchises prévues. 14 d'entre elles disparaissent avant janvier 2006.
De nombreux joueurs évoluant en ABA ont également joué dans le championnat NBA. Le plus célèbre est certainement Dennis Rodman. On peut également citer Cedric Ceballos, vainqueur du concours de dunks en 1992, Isaac Austin, l'entraîneur des Utah Bears qui a remporté en NBA le titre de joueur ayant le plus progressé en 1997, mais aussi Joe Jellybean Bryant, le père de Kobe, ainsi que Moses Malone Jr et Kareem Abdul-Jabbar Jr, tous deux fils des légendes NBA du même nom.
L’ABA a instauré une règle unique avec le 11e homme qui permet à un club de signer une célébrité pour la faire participer à un match. Gheorghe Mureșan a ainsi signé aux Nighthawks du Maryland sous cette règle.

## Les équipes actuelles

### Red Conference
|  | West Division - Olympians de Pékin (équipe basée à Singapour) - Breakers de Long Beach - Push de Los Angeles - Buzz de Maywood - Gladiators du comté d'Orange - Wildcats de San Diego - Rumble de San Francisco | South Division - Takers de Houston - Tycoons du Texas - WhirlWinds de Western Texas | Central Division - Throwbacks de Chicago - Cicero Cometas USA - Infernos de South Chi-Land - Stunners de Saint-Louis |

### Blue Conference
| Northeast Division - Rainmen de Halifax - Royal de Montréal - Kebekwa de Québec | North Division - Blizzard de Boston - Bulldogs de Corning - Bullies de Syracuse | Central Division - Fusion de Fist State - Express de Jersey - Sound de Strong Island - Phantoms de Westchester | South Division - Vision d'Atlanta - All-Pro Show de Bahama - Aces d'Orlando - Gwizzlies de la Géorgie |

### Candidats à une expansion
| - Wind Jammers d'Alexandria - Magicians de Birmingham - Bridgeport (Connecticut) - Eagles de la Californie - Corpus Christi (Texas) - S'ol d'El Paso | - Henderson (Nevada) - Colonels du Kentucky - Lawton (Oklahoma) - Thunder de Lincoln - Storm Long Beach - Blues de la Louisiane - Red Wolves de Mississauga - Nashville (Tennessee) | - Aviators de l'Ohio - Gladiators du comté d'Orange - Ottawa (Ontario) - Phoenix Phantomz - Providence (Rhode Island) - Railers de Reading - Silverados de Rio Grande Valley - Rochester, NY (En remplacement de Syracuse) - Knights de Rome | - Dream de Salt Lake - Southern Georgia 36'ers - Tigers de Tallahassee - Strong Dogs de Tampa Bay - Internationals de Washington - Wilmington (Delaware) |

### Équipes inactives 2007/2008
- Champions d'Anderson
- Rivercatz de l'Arkansas
- Pearls de Baltimore
- Frenzy de Boston
- Silverbacks de Buffalo
- Centinelas de Mexicali
- Rockstars de Chicago
- Noise de Knoxville
- Venom de Las Vegas
- Tropics de Miami
- Ballerz de Richmond
- Bullies de Syracuse
- Mud Frogs de Tennessee
- Royal Knights de Toledo

### Les anciennes franchises
| - Blackhawks de Bellevue - Drillers de Calgary - Thunder de la Caroline - Dawgs de Central Valley - Skyliners de Chicago - Soldiers de Chicago - Storm du Colorado - Dogs de Détroit - Mega Force d'Hawaï - Seris d'Hermosillo - Legends de l'Indiana | - Cobras d'Inglewood - Wave de Jacksonville - Gallos de Juarez - Knights de Kansas City - Colonels du Kentucky - Pro Cats du Kentucky - Rockers du lac Érié - Rattlers de Las Vegas - Slam de Las Vegas - Stars de Los Angeles | - Cajun Pelicans de la Louisiane - Houn'Dawgs de Memphis - Rhythm de Nashville - SkyCats du New Jersey - Daredevils de Niagara - Ballhawgs d'Oklahoma City - Warriors d'Ontario - Fusion de Philadelphie - Eclipse de Phoenix - Reign de Portland | - Renegades de Raleigh - Generals de Richmond - Wildfire de San Diego - Surf de la Californie méridionale - Flight de Saint-Louis - Navigators de Tacoma - ThunderDawgs de Tampa Bay - Snowbears de l'Utah |

## Équipes ayant joués en ABA
- RimRockers de l'Arkansas - NBA Development League
- Krunk de Charlotte - Continental Basketball Association sous le nom des Krunk Wolverines d'Atlanta
- Pit Bulls de la Floride - Continental Basketball Association sous le nom du Majesty de Miami
- Gwizzlies de Gwinnett - Southeast Exposure Basketball League
- Alley Cats de l'Indiana Continental Basketball Association
- Jam de Long Beach - NBA Development League sous le nom du Jam de Bakersfield
- Aftershock de Los Angeles- Continental Basketball Association
- Milrats de Manchester - Premier Basketball League
- Breakers de la Pennsylvanie du Nord-Est - United States Basketball League
- Xplosion de Pittsburgh - Continental Basketball Association
- SkyRockets de San José - Continental Basketball Association sous le nom des SkyRockets de Minot
- Legends de SoCal - Continental Basketball Association
- Dragons de Vancouver - Continental Basketball Association
- Frost Heaves du Vermont - Premier Basketball League
- Kebekwa de Québec - Premier Basketball League
- Royal de Montréal - Premier Basketball League sous le nom du Sasquatch de Montréal

## ABA All-Star Games
- 2000-2001 - Pas de All-Star Game
- 2001-2002 - Knights de Kansas City défait ABA All-Stars 161-138 (Kemper Arena)
- 2002-2003 - Pas de All-Star Game (saison annulée)
- 2003-2004 - Pas de All-Star Game
- 2004-2005 - Ouest bat Est 163-149 (Las Vegas Sports Center)
- 2005-2006 - Est bat Ouest 129-127 (BankAtlantic Center)
- 2006-2007 - Ouest bat Est 138-123 (Halifax Metro Centre)
- 2007-2008 - Est bat Ouest 161-140 (Barre Auditorium)
- 2010-2011 - Est bat Ouest 123-122 (Jacksonville Veterans Memorial Arena)

## Résultats des finales
| Saison    | Vainqueur                     | Adversaire                        | Score                       |
| --------- | ----------------------------- | --------------------------------- | --------------------------- |
| 2000-2001 | Dogs de Détroit               | Skyliners de Chicago              | 107-91                      |
| 2001-2002 | Knights de Kansas City        | Surf de la Californie méridionale | 118-113                     |
| 2002-2003 | saison annulée                | saison annulée                    | saison annulée              |
| 2003-2004 | Jam de Long Beach             | Knights de Kansas City            | 126-123                     |
| 2004-2005 | RimRockers de l'Arkansas      | Blackhawks de Bellevue            | 118-103                     |
| 2005-2006 | Razorsharks de Rochester      | Legends de SoCal                  | 117-114                     |
| 2006-2007 | Frost Heaves de Vermont       | Tycoons du Texas                  | 143-95                      |
| 2007-2008 | Frost Heaves du Vermont       | Wildcats de San Diego             | 87-84                       |
| 2008-2009 | Bisons du Kentucky            | Buzz de Maywood                   | 127-120                     |
| 2008-2009 | Bisons du Kentucky            | Buzz de Maywood                   | 127-120                     |
| 2009-2010 | Mavericks de South East Texas | Bisons de Kentucky                | 2-1 (au meilleur des trois) |
| 2010-2011 | Mavericks de South East Texas | Flash de Gulf Coast               | 2-1 (au meilleur des trois) |
| 2011-2012 | Giants de Jacksonville        | Warriors de la Caroline du Sud    | 2-0 (au meilleur des trois) |

## Distinctions individuelles ABA

### Joueur de l'année
- 2000-2001 - Non décerné
- 2001-2002 - Pete Mickeal, Knights de Kansas City
- 2002-2003 - Saison annulée
- 2003-2004 - Joe Crispin, Knights de Kansas City
- 2004-2005 - Kareem Reid, RimRockers de l'Arkansas
- 2005-2006 - Chris Carrawell, Razorsharks de Rochester
- 2006-2007 - James Marrow
- 2007-2008 - Non décerné
- 2008-2009 - DeRon Rutledge, Mavericks de Southeast Texas

### Entraîneur de l'année
- 2000-2001 - Non décerné
- 2001-2002 - Non décerné
- 2002-2003 - Saison annulée
- 2003-2004 - Earl Cureton, Jam de Long Beach
- 2004-2005 - Rick Turner, Blackhawks de Bellevue
- 2005-2006 - Rod Baker, Razorsharks de Rochester
- 2006-2007 - Will Voigt, Frost Heaves du Vermont
- 2007-2008 - Will Voigt, Frost Heaves du Vermont
- 2008-2009 - Otis Key, Bisons du Kentucky

### MVP - Championship Game
- 2000-2001 - Gee Gervin et Ndongo N'Diaye, Dogs de Détroit
- 2001-2002 - Pete Mickeal, Knights de Kansas City
- 2002-2003 - Saison annulée
- 2003-2004 - Non décerné
- 2004-2005 - Kareem Reid, RimRockers de l'Arkansas
- 2005-2006 - Chris Carrawell, Razorsharks de Rochester
- 2006-2007 - Non décerné
- 2007-2008 - Non décerné
- 2008-2009 - Michael James, Bisons du Kentucky

### MVP - All-Star Game
- 2000-2001 - Pas de All-Star Game
- 2001-2002 - Maurice Carter, Knights de Kansas City
- 2002-2003 - Saison annulée
- 2003-2004 - Pas de All-Star Game
- 2004-2005 - Lou Kelly, Ouest
- 2005-2006 - Armen Gilliam, Est
- 2006-2007 - Billy Knight, Ouest
- 2007-2008 - Anthony Anderson, Est